# Xã Home, Quận Nemaha, Kansas
Xã Home (tiếng Anh: Home Township) là một xã thuộc quận Nemaha, tiểu bang Kansas, Hoa Kỳ. Năm 2010, dân số của xã này là 543 người.